# Ponte de Saint-Georges
A Ponte de Saint-Georges (em francês:  Pont de Saint-Georges) é uma ponte sobre o rio Arve na comuna suíça de Les Acacias em Genebra, na Suíça.

## Características
A nona ponte mais a montante do rio Arve depois de ter entrado na Suíça pelo cantão de Genebra, a ponte de Saint-Georges liga La Praille na margem esquerda com La Jonction na margem direita, na chamada Queue d’Arve. 
Construída em 1882, a Ponte de Saint-Georges foi um dos elementos chave para o desenvolvimento da cidade na zona das Acacias .

## História
A criação em 1780 pela Casa de Saboia da cidade sarda de Carouge lança o desenvolvimento da margem esquerda do rio Arve, e para isso muito vai contribuir também a construção da ponte de Carouge em 1816
Entre 1888 e 1901, a instalação da SGIP "Société genevoise d’instruments de physique" permite a instalação de cervejarias como a de Tivoli, de Saint-Jean, de Grange-Canal, de Carouge, des Pâquis, pois lhes fornecia as "máquinas a fazer o frio" .

## Imagens
«Fotografias e mapas de La Praille - Les Acacias do século XIX» (PDF) (em francês). Visitado: Fev. 2014